# 斉藤陽一郎
斉藤 陽一郎（さいとう よういちろう、旧芸名；斎藤 陽一郎、本名；斉藤 陽一郎、1970年11月9日 - ）は、日本の俳優。血液型O型、身長175cm。ノックアウト所属。北海道札幌市出身。

## 概要
1994年に篠原哲雄監督作品「YOUNG & FINE」のオーディションで主役に抜擢されたことから役者の道へ進む。
『教科書にないッ!』以降、青山真治監督作品の常連出演者（4作品で秋彦役を演じている）。
子供が生まれたことをきっかけに引っ越し、茨城県在住。

## 出演

### テレビドラマ

#### NHK
- 女の中にいる他人（2017年） - 木村洋二 役
- Wの悲劇（2019年） - 柏木徹 役
- 柚木さんちの四兄弟。（2024年） - 近江普一 役
- まぐだら屋のマリア（2025年） -  与羽誠一 役[2]

#### 日本テレビ
- 伝説のマダム（2003年） - 大久保豊 役
- 警視庁鑑識班2004（2004年） - 佐久間稔 役
- 栞と紙魚子（2008年）
- 火曜サスペンス劇場
  - 「弁護士・朝日岳之助11」（1998年） - 大杉直人 役
  - 「弁護士・朝日岳之助15」（2000年） - 三上紀雄 役
  - 「取調室13 - 19」（2001 - 2003年） - 八重垣正人 役
- 消せない「私」-復讐の連鎖-（2024年） - 灰原篤彦 役[3]

#### TBS
- めぐり逢い（1998年）- 上川守 役
- ホームドラマ!（2003年） - 矢口俊輔 役
- 笑顔の法則（2003年） - 菅原弘志 役
- 再婚一直線!（2008年） - 波戸陽介　役
- 赤かぶ検事奮戦記（2010年） - 月乙滋夫 役
- 松本清張特別企画・一年半待て（2010年） - 岡島
- マッスルガール!（2011年） - 寺本
- 月曜ミステリー劇場
  - 「探偵 左文字進8」（2003年） - 五十嵐医師 役
  - 「ムコ入り刑事 高山家・明の事件ファイル」（2003 - 2005年） - 岡本刑事 役
  - 「弁護士二重丸承子」（2005年） - 大谷卓巳 役
- 月曜ゴールデン
  - 「湯けむりバスツアー 桜庭さやかの事件簿1」（2009年） - 香田刑事 役
  - 「家族」（2009年） - 鴨下秀彦 役
  - 「ヤメ判 新堂謙介 殺しの事件簿3」（2014年） - 梅沢高文 役
  - 「守護神・ボディーガード 進藤輝3」（2014年） - 森崎孝二 役
  - 「釣り刑事6」（2015年） - 佐古泰介 役

#### フジテレビ
- 世にも奇妙な物語
  - 聖夜の特別編 「主婦さち子の秘かな愉しみ」（1996年） - 臼井拓郎 役
- 英二ふたたび（1997年）
- 幸せづくり （1999年）
- 花村大介（2000年） - 村沢正彦 役
- 金曜エンタテイメント
  - 「浅見光彦シリーズ11」（2001年） - 大杉幸仁 役
- あしたの、喜多善男〜世界一不運な男の、奇跡の11日間〜（2008年）
- DRAMATIC-J（2008年） - 伊藤巡査 役
- 金曜プレステージ
  - 「浅見光彦シリーズ30」（2008年） - 森本刑事 役
  - 「浅見光彦シリーズ38」（2010年） - 北口善明 役
- 嵐がくれたもの（2009年） - 石原啓之
- 絶対零度〜未解決事件特命捜査〜（2010年） - 畑田隆二 役
- 花嫁のれん（2010年） - 岡島俊秋
- 聖母・聖美物語（2014年） - 薮野良次 役
- 嵐の涙〜私たちに明日はある〜（2016年） - 宮崎真一 役
- 将棋めし（2017年） - 桜門孝介 役
- 監察医 朝顔（2019・2020 - 2021年・2025年） - 岡島浩司 役[4]
- SUPER RICH（2021年） - 黒川弘大 役
- 時をかけるな、恋人たち（2024年） - 原井 役

#### テレビ朝日
- 君の手がささやいている（1997 - 2001年） - 中田義章 役
- はみだし刑事情熱系
  - 第3シリーズ 第3話（1998年） - 久保田和夫 役
  - 第6シリーズ 第4話（2001年） - 渋谷慧 役
- 可愛いだけじゃダメかしら?（1999年） - 藤本
- 京都迷宮案内 第2シーズン（2000年） - 山口秀典 役
- スカイハイ（2003年） - 宮永一也 役
- ああ探偵事務所（2004年） - 桜井探偵 役
- 科捜研の女
  - season5（新・科捜研の女 season1） 第6話（2004年） - 飯島純一 役
  - season13 第11話（2014年） - 吉成匡彦 役
  - season19 第20話（2019年） - 富川隆吾 役
  - season21 第7話（2021年） - 佐藤貞広 役
- ダムド・ファイル（2004年） - 加藤安男 役
- 京都地検の女（2007年） - 二村智彦 役
- DOCTORS〜最強の名医〜（2011年 - 2023年） - 千住義郎 役
- 境遇（2011年）
- 都市伝説の女（2012年） - 藤沢昌史 役
- Answer〜警視庁検証捜査官（2012年） - 市ノ瀬重光 役
- 警視庁捜査一課9係
  - （2012年） - 佐藤章一 役
  - （2016年） - 原田悟 役
- 京都人情捜査ファイル（2015年） - 大山光彦 役
- 相棒
  - season15（2016年） - 三上史郎 役
  - season23（2024年） - 漆原誠一 役
- そして誰もいなくなった（2017年） - 長谷部継介 役
- 刑事7人（2017年） - 中林輝元 役
- 重要参考人探偵（2017年） - 高江克海 役
- 遺留捜査（2018年） - 井波幸俊 役
- 仮面ライダージオウ（2018年） - 堂安保 役/アナザークイズ 役
- アリバイ崩し承ります（2020年） - 平根勝男 役
- 土曜ワイド劇場
  - 「おとり捜査官・北見志穂2」（1999年） - 白井達夫 役
  - 「女刑事ふたり1」（2002年） - 菱沼一哉 役
  - 「炎の警備隊長・五十嵐杜夫1」（2003年） - 浜口勇樹 役
  - 「ショカツの女〜新宿西署・刑事課強行犯係3」（2009年） - 塩谷祐二 役
  - 「温泉 (秘) 大作戦9」（2010年） - 阿部徹 役
  - 「人類学者・岬久美子の殺人鑑定1」（2010年） - 野路由武 役
  - 「ヤメ検の女2」（2011年） - 斉藤雅紀 役
  - 「100の資格を持つ女〜ふたりのバツイチ殺人捜査〜6」（2012年） - 北村耕次 役
  - 「京都南署鑑識ファイル7」（2012年） - 平野祐司 役
  - 「救急救命士・牧田さおり9」（2013年） - 野々村秀樹 役
  - 「温泉若おかみの殺人推理27」（2014年） - 竹内祐輔 役
  - 「私は代行屋! 事件推理請負人3」（2014年） - 若杉啓之 役
  - 「温泉 (秘) 大作戦18」（2016年） - 広瀬拓郎 役

#### テレビ東京
- 李香蘭（2007年） - 田村泰次郎 役
- サギ師リリ子（2009年） - ヒサシ
- D×TOWN （2012年） - 横坂
- マルホの女〜保険犯罪調査員〜（2014年） - 牧祐二 役
- 僕らプレイボーイズ 熟年探偵社（2015年） - 藤村正和 役
- 執事 西園寺の名推理2（2019年） - 天城圭介 役
- 病院の治しかた〜ドクター有原の挑戦〜（2020年） - 西脇啓介 役
- 水曜ミステリー9
  - 「警視庁黒豆コンビ4」（2007年） - 橋口圭一 役
  - 「猪熊夫婦の駐在日誌4」（2007年） - 篠崎章一 役
  - 「捜査検事・近松茂道11」（2012年） - 広田玲二 役
  - 「北海道警事件ファイル 警部補 五条聖子1」（2012年） - 高見沢一樹 役
  - 「落としの鬼 刑事 澤千夏2」（2013年） - 本郷武史 役
  - 「よそ者 (佐竹一彦)2」（2014年） - 滝川護 役
  - 「激突!アラフィフ熟女刑事の事件簿」（2015年） - 鹿間詠太 役

#### WOWOW
- 尋ね人（2013年） - 寺尾巨樹 役
- 贖罪の奏鳴曲（2015年） - 都築雅彦 役
- 社長室の冬（2017年） - 東原雄司 役
- OZU 〜小津安二郎が描いた物語〜 第5話「東京の女」（2023年） - 尾形 役[5]

#### その他
- ひと夏の隣人 （2016年） - 赤石克哉 役
- his〜恋するつもりなんてなかった〜（2019年） - 井川司 役
- 壁サー同人作家の猫屋敷くんは承認欲求をこじらせている（2022年10月3日 - 、ABCテレビ） - 二階堂利也 役
- カメラ、はじめてもいいですか?（2023年7月3日 - 9月18日、BS松竹東急） - 池田聡 役[6]

### 映画
- Helpless（1996年） - 秋彦
- EUREKA（2000年） - 秋彦
- 弟切草（2001年） - 松平公平 役
- 東京マリーゴールド（2001年） - 宮下先輩
- うつつ（2002年） - 小原英介 役
- 軒下のならずものみたいに（2003年） - 秋彦
- 昭和歌謡大全集（2003年） - ヤノ
- 天国の本屋〜恋火（2004年） - 千太郎
- 亡国のイージス（2005年） - 田所祐作
- パビリオン山椒魚（2006年） - 楠田契太郎
- 13の月（2006年）
- 殯の森（2007年） - 真千子の夫
- サッド ヴァケイション（2007年） - 秋彦
- コンナオトナノオンナノコ（2007年） - 伊原数彦
- 恐怖（2010年）
- 死刑台のエレベーター（2010年）
- 東京公園（2011年） - 橫坂好生
- 君の好きなうた（2011年） - 市川雅史
- お色気戦隊 熟レンジャー（2012年） - 樋口益男 役[7]
- 恋に至る病（2012年）
- 5windows（2012年）
- モンスター（2013年）
- モーメント（2013年）
- 友だちと歩こう（2014年） - トガシ
- ディアーディアー（2015年） - 義夫
- ある取り調べ（2016年）
- 溺れるナイフ（2016年） - 直樹
- ぐちゃぐちゃ（2017年） - 山田
- PARKS パークス（2017年）
- エルネスト (2017年)
- 最低。（2017年） - 男
- 生きてるだけで、愛。（2018年）
- 母さんがどんなに僕を嫌いでも（2018年） - タイジの父親
- 僕に、会いたかった（2019年）
- イソップの思うツボ（2019年） - 戌井連太郎[8]
- くらやみ祭の小川さん（2019年） - 横山貴史
- ジオラマボーイパノラマガール（2020年） - 渋谷アキヒコ 役
- 窓辺にて（2022年） - カワナベ 役[9]
- ちひろさん（2023年） - 瀬尾徹 役
- 君は放課後インソムニア（2023年）[10]
- LONESOME VACATION（2023年）[11]
- 4つの出鱈目と幽霊について（2023年）[12]
- 夜明けのすべて（2024年）[13]
- PLAY! 〜勝つとか負けるとかは、どーでもよくて〜（2024年） - 郡司康雄 役[14]
- 蒲団（2024年） - 主演・竹中時雄 役[15]
- ひかりさす（2024年、脚本・監督：大内靖）[16]
- 卍 リバース（2024年）[17]
- 愛に乱暴（2024年）[18]
- ピアニストを待ちながら（2024年） - 出目 役[19]
- サラリーマン金太郎【魁】編（2025年）[20]
- BAUS 映画から船出した映画館（2025年）[21]
- 夏の砂の上（2025年）[22]
- 旅と日々（2025年公開予定）[23]
- シーシュポスたちのまなざし（2025年公開予定） - 堂本聡 役[24]

### Vシネマ
- 教科書にないッ!（1995年）
- YOUNG&FINE（1995年）
- 我が胸に凶器あり（1996年）
- 女教師日記3 秘められた性（1997年） - 日向政明 役